# معاهدة السلام الأبدي (532)
معاهدة السلام الأبدي (ἀπέραντος εἰρήνη  )، هي معاهدة وُقّعت عام 532 بين الإمبراطورية الرومانية الشرقية (البيزنطية) والإمبراطورية الفارسية الساسانية، وقد كانت معاهدة سلام لمدة غير محدودة، وقد أنهت هذه المعاهدة الحرب الأيبيرية (527-531) بين القوتين.
بدأت بعدها فترة من العلاقات الودية نسبيًا بين القوتين المتحاربتين، لكنها استمرت فقط حتى 540، عندما استؤنفت الأعمال العدائية للسيطرة على لازيكا.

## التاريخ

الحدود الرومانية الفارسية في القرنين الرابع والسابع

كانت الحرب الأيبيرية، التي أثارتها انتفاضة الأيبيريين ضد الفرس في 524/5 بلا فائدة لأي طرف, كانت نتائج الحرب: سحق الفرس الثورة بسرعة، لكنهم لم يتمكنوا من تحقيق أي مكاسب في الأراضي البيزنطية باستثناء حصنين، سكاندا و ساربانيس، في لازيكا. تعافى البيزنطيون من بعض الانتكاسات المبكرة ونجحوا بإلحاق هزيمتين كبيرتين بالفرس في 530 في درعا و ساتالا. ونتيجة لذلك، اكتسبوا الحصين الحدوديين بولوم و فارانغيوم في أرمينيا الفارسية، لكن انتصارات الرومان لم تستمر فقد هزموا في معركة الرقة عام 531.
خلال هذه الصراعات، كانت فترات الهدنة والمفاوضات تتخللها حملات، لكن هذه الحملات لم تؤد إلى نتائج ملموسة مما أدى إلى خسائر كبيرة بلا فائدة للطرفين.
مع وفاة الملك الفارسي شاهانشاه كافاد الأول (488-531) في أواخر عام 531، وانضمام ابنه الثالث كسرى الأول (531-579)، تغير الوضع: كان موقف كسرى الداخلي في الإمبراطورية غير آمن، بينما على الجانب البيزنطي،كان الإمبراطور جستنيان الأول (حكم 527-565) أكثر تركيزًا على استعادة النصف الغربي المفقود من الإمبراطورية الرومانية منه في متابعة الحرب ضد بلاد فارس. وجد المبعوثون البيزنطيون أن كسرى كان أكثر تصالحية من والده، وتم التوصل إلى اتفاق بعدها بفترة قريبة.
سيدفع جستنيان 110 سنتناريا (11000 رطل) من الذهب، ظاهريًا كمساهمة منه في الدفاع عن القوقاز ضد البرابرة الذين يعيشون على حدودها، وسيتم سحب قاعدة ميزبوتوميا الرومانية من قلعة دارا إلى مدينة كونستانتينا. سوف يعترف الإمبراطوران الروماني والفارسي مرة أخرى ببعضهما البعض على أنهما متساويان ويتعهدون بالمساعدة المتبادلة. رفض كسرى في البداية إعادة الحصنين اللاتكسين، بينما طالب بإعادة القلاعين الآخرين اللذين استولى عليهما البيزنطيون في أرمينيا الفارسية. وافق جستنيان في البداية، لكنه سرعان ما غير رأيه، مما تسبب في قطع الاتفاقية. ومع ذلك، في صيف 532، تمكن مجموعة سفراء جديد رومان من إقناع كسرى بالتبادل الكامل للحصون المحتلة، وكذلك للسماح للمتمردين الأيبريين المنفيين إما بالبقاء في الإمبراطورية البيزنطية أو العودة إلى منازلهم.
تميزت السنوات القليلة التالية بجو ودي من السلام الملحوظ والتعاون بين القوتين العظميين في الشرق الأوسط.
خلال تلك الفترة, عندما ركز جستنيان طاقته وموارده في حروب الاسترداد ضد الفانداليين وفي إيطاليا ضد القوط، ضعفت الدفاعات الرومانية في الشرق. قدم هذا فرصة ذهبية لكسرى، الذي حثه مبعوثون قوطيون متلهفون لملء خزائن الدولة المنهكة بالغنائم، فبدأ حربًا جديدة في صيف 540.